# Akash, Hama
Akash (tiếng Ả Rập: عكش) là một ngôi làng Syria nằm ở phó huyện Barri Sharqi ở huyện Salamiyah, Hama. Theo Cục Thống kê Trung ương Syria (CBS), Akash có dân số 1167 trong cuộc điều tra dân số năm 2004.